# Pane di Lentini
Il pane casereccio di Lentini, prodotto tipico dei territori di Lentini e Carlentini, è considerato una specialità in via di estinzione. La sua produzione artigianale, che si avvale prevalentemente di tecniche manuali, richiede tempi di lavorazione piuttosto lunghi e presenta una resa produttiva relativamente bassa, fattori che ne hanno limitato la diffusione ai pochi artigiani locali ancora attivi. Nonostante la sostituzione di alcune materie prime originarie, come la varietà di grano antico timilia, questo pane ha conservato le sue caratteristiche di tipicità, mantenendo un riconoscimento e un apprezzamento che si estendono oltre il contesto strettamente locale.

## Storia

### Le origini
Prodotto nei comuni di Lentini e Carlentini, il pane casereccio di Lentini veniva tradizionalmente preparato dalle donne e cotto in forni in pietra riscaldati con legna. In cambio dell’utilizzo del forno, una parte del pane veniva lasciata come compenso al proprietario. Alla semola di grano duro si aggiungeva una percentuale di farina di timilia, una varietà di grano tardivo coltivata oggi in quantità limitate in Sicilia, che conferiva al pane una maggiore capacità di conservazione.

### Il pane e le tradizioni

#### Il pane di San Giuseppe
La produzione del pane di San Giuseppe rappresenta una delle tradizioni culinarie più significative della città. Questa preparazione votiva, realizzata dalle donne di Lentini in onore di San Giuseppe, è tipicamente eseguita nella domenica più prossima al 19 marzo, data dedicata al Santo.
Durante la processione domenicale più vicina a questa festa, la Sacra Famiglia, rappresentata un tempo da membri della comunità meno abbienti scelti tramite sorteggio, percorreva le vie della città. Era preceduta da un corteo di bambini che portavano alimenti sul capo in segno di devozione. Tra le offerte, si distinguevano le cuddure di pane, contraddistinte dal colore dorato e decorate con i fiori lilla della Matthiola incana, o “balicu” in siciliano. In epoche recenti, il pane è stato modellato a forma di “pastorale”, il bastone associato a San Giuseppe, chiamato localmente vastuni ri San Giuseppi. Questo formato simboleggia il ruolo di San Giuseppe come protettore dei falegnami e richiama l’iconografia del Santo.
Durante la tradizionale asta di beneficenza nella piazza centrale della città, i pani, insieme ad altri prodotti locali, vengono offerti in cambio di donazioni destinate ad aiutare le famiglie bisognose del luogo. In questo contesto, il pane assume un profondo valore simbolico e morale, evocando un’atmosfera di un tempo lontano e una forte coesione comunitaria.

#### I Cucchiteddi - Pane commemorativo dei defunti
Per la commemorazione dei defunti, la tradizione siciliana prevedeva, soprattutto nel passato, la preparazione dei cucchiteddi, piccoli pani rettangolari caratterizzati da un taglio trasversale, che li fa sembrare come due forme di pane accoppiate. Il loro nome deriva proprio dalla parola dialettale siciliana “cucchiteddi”, ossia “coppietta”.
Questi pani erano destinati alle famiglie meno abbienti, offrendo in cambio delle preghiere per le anime dei defunti. Tale gesto di beneficenza attribuiva a questi semplici pani un elevato valore umano, rappresentando un modo tangibile di onorare i propri cari scomparsi attraverso un atto di solidarietà.

#### I pani natalizi
La sera della vigilia di Natale, la tradizione siciliana prevedeva di portare in tavola pani decorativi come il cannizzu, il bamminu e la prurenzia. Questi formati particolari rappresentano auspici di prosperità per la famiglia nel nuovo anno.
Il cannizzu simboleggia il canestro tradizionale usato per contenere il grano. La forma tondeggiante, con un foro centrale cosparso di sesamo, richiama il canestro e il frumento che esso contiene. Il bamminu, che raffigura il Bambino Gesù, è modellato per ricordare la Natività, mentre la prurenzia rappresenta la “provvidenza”. Durante la cena, considerata la più importante dell’anno, il padre di famiglia spezzava il pane, un gesto carico di significato spirituale e familiare.

## Impasto odierno
L’impasto attuale del pane casereccio di Lentini è composto da farina di semola di grano duro, sale e acqua, con un rapporto di sette litri d’acqua per dieci chilogrammi di farina. Il lievito utilizzato è generalmente quello di birra, anche se molti panificatori stanno riscoprendo l’uso del lievito madre, noto localmente come “crescente.” L’impasto viene lasciato riposare per un periodo che varia da una a due ore, in funzione della stagione e della quantità di lievito. Le pagnotte, del peso di circa mezzo chilogrammo, sono modellate nella caratteristica forma a “S” e cosparse di semi di sesamo sulla superficie. La cottura, che dura circa 45 minuti, avviene in forni di pietra a fuoco diretto, alimentato principalmente da legna, gusci di mandorle e, in minor misura, da rametti di olivo e arancio. Il risultato è un pane dalla mollica compatta con piccoli alveoli, e una crosta sottile e morbida.

## Caratteristiche
Si presenta in forme tradizionali come la “S”, la ciambella (nota come cuddura) e il “galletto” (o jadduzzu). La crosta è sottile, morbida e di un caratteristico colore bruno-nocciola, cosparsa di semi di sesamo. La mollica è compatta, elastica e di un colore giallo paglierino, con piccoli alveoli che conferiscono una consistenza soffice e gradevole al palato.
La peculiarità di questo pane risiede nell’uso del criscenti, o lievito naturale, un impasto di acqua e farina che fermenta spontaneamente e viene periodicamente “rinfrescato” con gli stessi ingredienti. La lenta azione dei lieviti e dei lattobacilli presenti nel criscenti garantisce un prodotto finale dalle elevate qualità organolettiche, con un’acidità che rallenta la formazione di muffe e permette una lunga conservazione. Questa caratteristica era fondamentale per consentire al pane, preparato settimanalmente dalle donne del luogo, di mantenere fragranza e morbidezza per giorni, così da poter essere consumato anche da chi lavorava nei campi per periodi prolungati.
L’alta digeribilità del pane di Lentini deriva dall’azione dei batteri lattici, che trasformano le proteine dell’impasto, migliorando la sua aromaticità. Durante la cottura in forno a legna, gli acidi e l’alcol prodotti dai batteri si combinano per creare composti che contribuiscono al gusto ricco e al leggero sentore acido. Il risultato è un pane dal sapore intenso e inconfondibile, in cui la combinazione dei microrganismi, influenzata dalla semola utilizzata e dal contenuto batterico ambientale, dona una “magica armonia” di sapori e aromi, sempre differenti e allo stesso tempo tipicamente familiari.